# Al Jean
Alfred Ernest Jean III (Detroit, 9 de janeiro de 1961) é um roteirista e produtor norte-americano. É mais conhecido por seu trabalho na série Os Simpsons.

## Episódios nos quais foi creditado
- "There's No Disgrace Like Home" – com Mike Reiss.
- "Moaning Lisa" – com Mike Reiss.
- "The Telltale Head" – com Matt Groening, Mike Reiss e Sam Simon.
- "The Way We Was" – com Mike Reiss e Sam Simon.
- "Stark Raving Dad" – com Mike Reiss.
- "Treehouse of Horror II" – colaborador.
- "Lisa's Pony" – com Mike Reiss.
- "Treehouse of Horror III" ("Clown Without Pity") – com Mike Reiss.
- "'Round Springfield" – história com Mike Reiss/teleplay por Joshua Sternin e Jeffrey Ventimillia.
- "Simpsoncalifragilisticexpiala(Annoyed Grunt)cious" – com Mike Reiss.
- "O Saxofone de Lisa"
- "Guess Who's Coming to Criticize Dinner?"
- "Hello Gutter, Hello Fadder"
- "HOMR"
- "Day of the Jackanapes"
- "Children of a Lesser Clod"